# Trionyx ikoviensis
Trionyx ikoviensis è una specie estinta di tartaruga dal guscio molle che visse in quella che oggi è l'Ucraina durante la prima metà del Luteziano (48-44 Ma) dell'epoca del medio Eocene.
L'olotipo della specie è ZIN PH 37/145, un cranio parzialmente completo, ritrovato in un'arenaria marina luteziana, nella località di Ikovo, nell'Oblast' di Luhans'k.